# Припятское Полесье
Припятское Полесье (бел. Прыпяцкае Палессе) — физико-географический район Белорусского Полесья, на юге Беларуси, в восточной части Брестской, западной части Гомельской, на юге Минской и крайнем юго-западе Могилёвской областей. Протяженность с запада на восток от 175 до 280 км, с севера на юг от 83 до 140 км. Высота 127—140 м, максимальная 174 м (на запад от городка Логишин Пинского района).
Этот район характеризуется высокой заболоченностью местности, слабой освоенностью территории, хорошей сохранностью природных комплексов.
Низинная территория представляет собой систему аллювиальных, пойменных, озёрно-аллювиальных равнин с участками водно-ледниковых и моренных равнин, сильно денудированных краевыми ледниковыми холмами и грядами. Характерно наличие крупных заторфованных болотных массивов и остаточных озёр.
Примечательна пестрота и мозаичность почв (дерново-подзолистые, торфяно-болотные, дерновые заболоченные, пойменные и другие).
В послеледниковый период Припятское Полесье представляло собой огромный водный бассейн, заполненный талыми ледниковыми водами, который позднее получил название «Полесское море». На средневековых картах эти места обозначались как Геродотово море, потому что древнегреческий историк упоминал в своих работах непроходимые полесские болота.